# Casbah
Casbah és una pel·lícula estatunidenca dirigida per John Berry, estrenada el 1948 i doblada al català.

## Argument
En la casbah de la ciutat d'Alger viu refugiat i protegit pels habitants del barri Pepe Le Moko, un francès que es dedica al tripijoc d'objectes robats...

## Repartiment
- Yvonne De Carlo: Inez
- Tony Martin: Pépé El Moko
- Marta Toren: Gaby
- Hugo Haas: Omar
- Thomas Gomez: Louvain
- Douglas Dick: Carlo
- Herbert Rudley: Claude
- Gene Walker: Roland
- Curt Conway: Maurice

## Nominacions
- Oscar a la millor cançó original 1949 per Harold Arlen (música) i Leo Robin (lletra) per la cançó "For Every Man There's a Woman"

## Al voltant de la pel·lícula
Remake d'Angel que a la vegada ho era de Pepe le Moko, amb cançons incorporades. Modest, estilitzat i una mica demencial. En qualsevol cas, un producte sense massa pretensions, però amb petits encerts que fan agradable la seva visió.